# العلاقات اللاتفية النيجيرية
العلاقات اللاتفية النيجيرية هي العلاقات الثنائية التي تجمع بين لاتفيا ونيجيريا.

## مقارنة بين البلدين
هذه مقارنة عامة ومرجعية للدولتين:
| وجه المقارنة                                              | لاتفيا                                             | نيجيريا                     |
| --------------------------------------------------------- | -------------------------------------------------- | --------------------------- |
| المساحة (كم2)                                             | 64.59 ألف                                          | 923.77 ألف                  |
| عدد السكان (نسمة)                                         | 1.93 مليون                                         | 190.89 مليون                |
| الكثافة السكانية (ن./كم²)                                 | 29.88                                              | 206.64                      |
| العاصمة                                                   | ريغا                                               | أبوجا، لاغوس                |
| اللغة الرسمية                                             | اللغة اللاتفية                                     | لغة إنجليزية، اللغة اليوربا |
| العملة                                                    | يورو، لاتس لاتفي، الروبل اللاتفي ‏، الروبل اللاتفي ‏ | نيرة نيجيرية                |
| الناتج المحلي الإجمالي (بليون دولار)                      | 30.26 مليار                                        | 375.77 مليار                |
| الناتج المحلي الإجمالي (تعادل القوة الشرائية) بليون دولار | 49.24 مليار                                        | 1.09 تريليون                |
| الناتج المحلي الإجمالي الاسمي للفرد دولار أمريكي          | 14.06 ألف                                          | 2.64 ألف                    |
| الناتج المحلي الإجمالي للفرد دولار أمريكي                 | 23.55 ألف                                          | 5.91 ألف                    |
| مؤشر التنمية البشرية                                      | 0.819                                              | 0.514                       |
| رمز المكالمات الدولي                                      | +371                                               | +234                        |
| رمز الإنترنت                                              | .lv                                                | .ng                         |
| المنطقة الزمنية                                           | ت ع م+02:00، ت ع م+03:00، أوروبا/ريغا ‏             | ت ع م+01:00                 |

## منظمات دولية مشتركة
يشترك البلدان في عضوية مجموعة من المنظمات الدولية، منها:
| علم المنظمة | اسم المنظمة                               | تاريخ انضمام لاتفيا | تاريخ انضمام نيجيريا |
| ----------- | ----------------------------------------- | ------------------- | -------------------- |
|             | البنك الدولي للإنشاء والتعمير             | 11 أغسطس 1992       | 30 مارس 1961         |
|             | منظمة التجارة العالمية                    | 1999                | ?                    |
|             | المركز الدولي لتسوية المنازعات الاستشارية | 7 سبتمبر 1997       | 14 أكتوبر 1966       |
|             | منظمة حظر الأسلحة الكيميائية              | ?                   | ?                    |
|             | الفريق المعني برصد الأرض                  | ?                   | ?                    |
|             | المنظمة الهيدروغرافية الدولية             | ?                   | ?                    |
|             | الأمم المتحدة                             | 17 سبتمبر 1991      | 7 أكتوبر 1960        |
|             | منظمة الشرطة الجنائية الدولية             | ?                   | ?                    |
|             | وكالة ضمان الاستثمار متعدد الأطراف        | 21 أغسطس 1998       | 12 أبريل 1988        |
|             | يونسكو                                    | 9 يوليو 1951        | 14 نوفمبر 1960       |
|             | مؤسسة التنمية الدولية                     | 11 أغسطس 1992       | 14 نوفمبر 1961       |
|             | مؤسسة التمويل الدولية                     | 29 سبتمبر 1993      | 30 مارس 1961         |
|             | الاتحاد البريدي العالمي                   | ?                   | ?                    |
|             | الاتحاد الدولي للاتصالات                  | 11 ديسمبر 1921      | 11 أبريل 1961        |

## وصلات خارجية
- موقع وزارة الخارجية اللاتفية
- موقع وزارة الخارجية النيجيرية